# Vera (Oklahoma)
Vera é uma cidade  localizada no estado norte-americano de Oklahoma, no Condado de Washington.

## Demografia
Segundo o censo norte-americano de 2000, a sua população era de 188 habitantes.
Em 2006, foi estimada uma população de 192, um aumento de 4 (2.1%).

## Geografia
De acordo com o United States Census Bureau tem uma área de
0,5 km², dos quais 0,5 km² cobertos por terra e 0,0 km² cobertos por água. Vera localiza-se a aproximadamente 195 m acima do nível do mar.

## Localidades na vizinhança
O diagrama seguinte representa as localidades num raio de 20 km ao redor de Vera.